# Jean Ier de Mecklembourg-Stargard
Jean Ier de Mecklembourg-Stargard, (en allemand Johann Ier von Mecklenburg-Stargard), (né en 1326 - mort le 9 août 1392) fut duc de Mecklembourg (Jean IV) de 1344 à 1352, puis duc de Mecklembourg-Stargard de 1352 à 1392.

## Famille
Fils d'Henri II de Mecklembourg et d'Anne de Saxe-Wettenberg.

## Mariages et descendance
En 1346, Jean Ier de Mecklembourg-Stargard épousa Rixa († 1346).
Un enfant est né de cette union :
- Anne de Mecklembourg-Stargard (1346-1399), en 1363, elle épousa le duc Warcisław VI de Poméranie( † 1394)

Veuf, Jean Ier de Mecklembourg-Stargard épousa en 1346 Anne de Holstein († 1356).
Cinq enfants sont nés de cette union :
- Jean II de Mecklembourg-Stargard, duc de Mecklembourg (Jean V), duc de Mecklembourg-Stargard
- Rodolphe de Mecklembourg-Stargard († 1415), évêque de Skara, évêque de Schwerin
- Ulrich Ier de Mecklembourg-Stargard, duc de Mecklembourg-Stargard
- Albert Ier de Mecklembourg-Stargard, duc de Mecklembourg-Stargard
- Constance de Mecklembourg-Stargard (1373-1408), elle entra dans les ordres

De nouveau veuf, Jean Ier de Mecklembourg-Stargard épousa en 1358 Anne de Lindau († 1402), (fille du comte Ulrich de Lindau).

## Biographie
Jean Ier de Mecklembourg-Stargard naquit en 1326, lors du décès de son père, encore très jeune, il fut confié à un membre de sa famille jusqu'à sa majorité atteinte en 1344. Il régna conjointement avec son frère Albert II de Mecklembourg sur le duché de Mecklembourg sous le nom de Jean IV de Mecklembourg.
À Prague, le 8 juillet 1348, avec son frère, Charles IV du Saint-Empire lui remit les hautes fonctions de prince. Jean Ier de Mecklembourg-Stargard et Albert II de Mecklembourg, d'un commun accord divisèrent l'héritage paternel. Le 25 novembre 1352 eut lieu la signature de cet accord, Jean Ier reçut Stargard, Sternberg, Eldenburg (Lübz).

## Généalogie
Jean Ier de Mecklembourg-Stargard appartient à la première branche de la Maison de Mecklembourg, lignée de (Mecklembourg-Stargard). Cette lignée s'éteignit en 1471 à la mort du dernier duc Ulrich II de Mecklembourg-Stargard.

## Sources
- Jiří Louda & Michael Maclagan (trad. de l'anglais), Les Dynasties d'Europe : héraldique et généalogie des familles impériales et royales, Paris, Bordas, 1984, 308 p. (ISBN 2-04-012873-5), p.221 Mecklembourg Aperçu général Tableau 111